# Émile Verhaeren

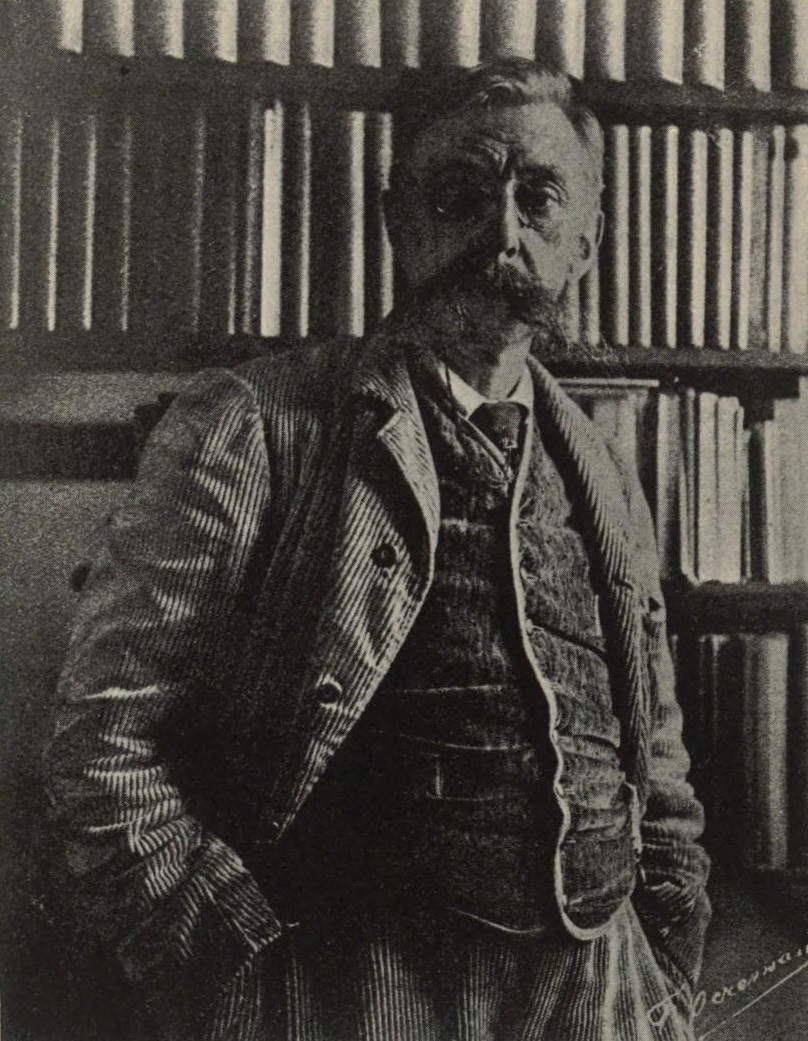
Émile Verhaeren

Émile Adolphe Gustave Verhaeren (21. květen 1855 Sint-Amands, Belgie – 27. listopad 1916 Rouen)  byl belgický, francouzsky píšící básník a dramatik.

## Život
Narodil se v katolické rodině ve vlámském městečku Sint-Amands (francouzsky Saint-Amand), ale jeho vzdělání bylo čistě francouzské. Studoval na lyceu v Bruselu a na jezuitské koleji v Gentu. Zde byli jeho přáteli např. Georges Rodenbach, G. Le Roy, Charles Van Lerberghe. Vzepřel se přání rodiny, aby se stal knězem nebo aby převzal po strýci vedení stáčírny oleje, a v roce 1874 začíná studovat práva v Lovani. Během studií se spřátelil s Maxem Wallerem, který v roce 1881 začal vydávat revui pro moderní belgickou literaturu s názvem La Jeune Belgique. Studia zakončil doktorátem v roce 1881. Poté nastupuje jako koncipient u advokáta Edmonda Picarda (1836–1924, ten založil socialisticky orientovanou revui L’Art Moderne, která vycházela v letech 1886–1914). Verhaeren zanedbával své povolání, žil bouřlivým bohémským životem. Opustil zaměstnání a věnoval se pouze literatuře a výtvarné kritice. Špatná životospráva a rozpory s rodinou vedly k tomu, že se zhroutil a propadl dekadenci. Po překonání tohoto období se obrací k aspektům moderní společnosti. Zdá se mu, že civilizační pokrok a humanismus překonají všechny rozpory ve společnosti. Vstupuje do belgické dělnické strany, účastní se osvětové práce.
Hodně cestuje: Německo, Španělsko, Londýn, Paříž. Během své druhé návštěvy Paříže v roce 1885 se seznamuje se spisovateli: Joris Karl Huysmans, Maurice Barrès, Stéphane Mallarmé, René Ghil.
V roce 1891 se oženil s Marthou Massin. Roku 1899 se trvale usazuje v pařížském předměstí Saint-Cloud.
Po vypuknutí první světové války prožívá deziluzi, upadá až ke krajnímu francouzskému nacionalismu. Aby prospěl své napadené vlasti, pořádá přednášková turné. Během jednoho z nich zahynul v Rouenu, kde upadl pod rozjíždějící se vlak.,

## Dílo
Debutuje sbírkou parnasistní žánrové poezie Les Flamandes, 1883 (Vlámky nebo Vlámské obrázky). Později prožívá období těžkého symbolismu. Tři sbírky z tohoto období (Večery, Porážky a Černé pochodně) jsou někdy označovány jako Trilogie rozvratu (Trilogie du désarroi).
Po překonání osobní krize obrací svou pozornost k otázkám civilizace a sociálního pokroku. Oslavuje město, civilizační pokrok, schopnosti zástupů, doufá v humanitární sbratření lidstva. Typická díla jsou sbírky Přeludné krajiny a Chapadlovitá města a kolektivní drama Svítání.
Své ženě Marthe věnoval tři sbírky milostné poezie: Jasné chvíle (1896), Odpolední chvíle (1905), Večerní chvíle (1911). O vztahu manželů dále svědčí soubor korespondence Martě Verhaerenové: 219 nevydaných dopisů, vydaný v roce 1937.
Dále napsal obsáhlý soubor básní (5 dílů) o domově s názvem Celé Flandry (1904–1911). Jednotlivé díly jsou: Prvé něžnosti, Girlanda dun, Hrdinové, Štítová města, Pláně.
Po vypuknutí první světové války píše díla na podporu okupované vlasti: báseň Rudá křídla války, esej Krvácející Belgie.

### Básně
zdroje:
- Les Flamandes, 1883 (Vlámky nebo Vlámské obrázky)
- Les Moines, 1886 (Mniši)

Trilogie du désarroi (Trilogie rozvratu):
- Les Soirs, 1887 (Večery)
- Les Débâcles, 1888 (Porážky)
- Les Flambeaux noirs, 1891 (Černé pochodně)
- Les apparus dans mes chemins, 1891 (Zjevení na mých cestách)
- Les bords de la route, 1891 (Okraje cesty)
- Les Campagnes hallucinées, 1893 (Přeludné krajiny)
- Les Villes tentaculaires, 1895 (Chapadlovitá města)
- Les Villages illusoires, 1895 (Přízračné vesnice)
- Les Heures claires, 1896 (Jasné chvíle)
- Les Visages de la vie, 1899 (Tváře života)
- Les Forces tumultueuses, 1902 (Změtené síly)
- Toute la Flandre, 1904–1911 (Celé Flandry)
  - Les Tendresses premiéres, 1904 (Prvé něžnosti)
  - La Guirlande des dunes, 1907 (Girlanda dun)
  - Les Héros, 1908 (Hrdinové)
  - Les Villes á pignons, 1910 (Štítová města)
  - Les Plaines, 1911 (Pláně)
- Les Heures d'après-midi, 1905 (Odpolední chvíle)
- La Multiple Splendeur, 1906 (Mnohonásobný lesk, česky 1917)
- Les Rythmes souverains, 1910 (Svrchované rytmy)
- Les Heures du soir, 1911 (Večerní chvíle)
- La Belgique sanglante, 1915 (Krvácející Belgie) esej
- Les Ailes rouges de la guerre, 1916 (Rudá křídla války) báseň
- Les Flammes hautes, 1917

### Divadelní hry
- Les Aubres, 1898 (Svítání, česky 1905 KDA sv. 4, 1925) kolektivní drama, spolu se sbírkami Přeludné krajiny a Chapadlovitá města tvoří tzv. triptych sociální poezie)
- Le Cloître, 1900 (Klášter, hra o čtyřech jednáních, česky 1935)
- Philippe II, 1901 (Filip II., česky 1921, 1962, drama o osudu Dona Carlose, syna španělského krále Filipa II.)
- Heléne de Sparte, 1909 (Helena spartská, tragédie o čtyřech dějstvích, česky 1925)

### Práce o umění
- Rembrandt, 1905
- James Ensor, 1908
- P. P. Rubens, 1910
- Monet

výběr statí a článků o umění:
- Sensations 1926 (Zážitky)
- Impressions 1926–1928 (Dojmy, tři svazky)
- Ecrits sur l'art, 1997, ISBN 978-2-8040-0986-1

### Korespondence
- A Marthe Verhaeren: 219 lettres inédites 1937, 1951 (Martě Verhaerenové: 219 nevydaných dopisů, korespondenci z let 1889–1916 připravil René Vandevoir)
- Correspondance générale 1996 (Souborná korespondence)

### Česky vyšlo
- Svítání, překlad Stanislav Kostka Neumann, KDA, 1905; týž překlad Praha, Jan Fromek, 1925
- Rembrandt, překlad Stanislav Diviš, Praha, Alois Hynek, 1912
- Mnohonásobný lesk, překlad František Rut Tichý, Praha, Kočí, 1917
- Obdiv světa, překlad František Rut Tichý
- Filip II., překlad Otokar Fischer, Praha, Aventinum, Otakar Štorch-Marien, 1921
- Vzpoura, překlad Jindřich Hořejší, Praha, Borový, 1923
- Helena spartská, překlad Stanislav Hanuš, Praha, Kvasnička a Hampl, 1925. Dostupné online.
- Staří mistři, Praha, SNKLHU, 1957
- Žárné chorály, výbor z poezie, přeložil Jiří Konůpek, Praha, Mladá fronta, 1960
- Básně - výbor, překlady Jiří Konůpek a Jan Zábrana, obsahuje stať F.X.Š., Praha, SNKLU, 1962,edice Světová četba, Sv. 294
- Filip II., překlad František Rut Tichý, Praha, Orbis, 1962

### Verhaerenovi čeští překladatelé
- Jaroslav Vrchlický
- František Rut Tichý (Obdiv světa, 1917; Mnohonásobný lesk, 1917; Filip II. 1962)
- Stanislav Hanuš (Helena spartská, 1925)
- Karel Čapek
- Stanislav Kostka Neumann (drama Svítání, 1905)
- Emanuel Lešehrad
- Jindřich Hořejší (Vzpoura, 1923)
- Jiří Konůpek (Žárné chorály, výbor, 1960)
- Jan Zábrana (Básně, 1962)